# تفجير الكرمة (2008)
في 26 يونيو 2008 إستهدف هجوم انتحاري اجتماعاً لقادة الصحوة في بلدة الكرمة بمحافظة الأنبار العراقية. قتل في الهجوم 20 شخص من قادة الصحوة وثلاثة جنود أمريكيين، ومن بين القتلى رئيس مجلس الكرمة العشائري مظهر المشاوي، ورئيس مجلس المنطقة كمال عبد السلام ومدير ناحية الكرمة كمال العبدلي وبعض زعماء العشائر الآخرين.

## تفاصيل الهجوم
الانتحاري كان يرتدي زي الشرطة العراقية ويضع حزاماً ناسفا وتمكن من التسلل إلى مبنى المجلس المحلي للكرمة الذي كان يعقد فيه اجتماع لقادة الصحوة وزعماء العشائر المحلية، وثم فجر نفسه. قتل في التفجير 3 جنود أمريكيون من الكتيبة الثانية للفوج الثالث وهم: المقدم ماكس غاليي، النقيب فيليب دايكمان، العريف ماركوس بريودوم. وقد إلتقطت عدسة المصور زوراياه ميلر آثار الهجوم.
وجاء هذا الهجوم في وقت تجري فيه الاستعدادات لكي تتسلم القوات العراقية المهام الأمنية في محافظة الأنبار من أيدي الأميركية. وكان الجيش الأميركي قد أعلن قبل يومين أنه سيسلم «في الأيام العشرة المقبلة» محافظة الأنبار وعاصمتها الرمادي إلى القوات العراقية، لتكون بذلك عاشر محافظات العراق الـ18 التي توضع تحت سيطرة العراقية، وقد تأخر هذا التسليم بسبب الهجوم.